# Тем'ясово
Тем'я́сово (рос. Темясово, башк. Темәс) — село (колишній присілок) у складі Баймацького району Башкортостану, Росія. Адміністративний центр Тем'ясовської сільської ради.
Населення — 3529 осіб (2010; 3517 в 2002).
Національний склад:
- башкири — 82%